# Ryal zanzibarí
El Ryal (en árabe: ريال) fue la moneda de Zanzíbar entre 1882 y 1908. Se subdividía en 136 pysa y fue distribuido junto con la rupia india y Thaler de María Teresa. El Ryal fue sustituido por la rupia zanzibarí a razón de 2 ⅛ rupias = 1 Ryal.
Para esta unidad monetaria no se ha emitido papel moneda, solo se han acuñado monedas.

## Monedas
En 1882 (según el Calendario musulmán: 1299), las monedas fueron introducidas en denominaciones de 1 pysa, ¼, ½, 1, 2 ½ y 5 Ryales. Las piezas de 1 pysa fueron producidas en cobre, mientras que las monedas de ¼, ½ y 1 Ryals fueron hechas en plata y las de 2½ y 5 Ryales se las acuñó en oro. Las monedas de 1 pysa fueron acuñadas hasta 1887 (según el Calendario musulmán: 1304), pero las monedas de metales preciosos dejaron de producirse.
| Valor     | Año  | Metal  |
| --------- | ---- | ------ |
| 1 pysa    | 1882 | Bronce |
| ¼ ryal    | 1882 | Plata  |
| ½ ryal    | 1882 | Plata  |
| 1 ryal    | 1882 | Plata  |
| 2½ ryales | 1882 | Oro    |
| 5 ryales  | 1882 | Oro    |